# Zungri
Zungri es una localidad italiana de la provincia de Vibo Valentia, región de Calabria, con 2.066 habitantes. Alfabéticamente, es el último municipio del país, precedido de Zungoli, en Avellino.
La principal actividad económica de Zungri es la agricultura, aunque la producción de artesanías, la vinicultura y la ganadería también están presentes en la región.

## Galería

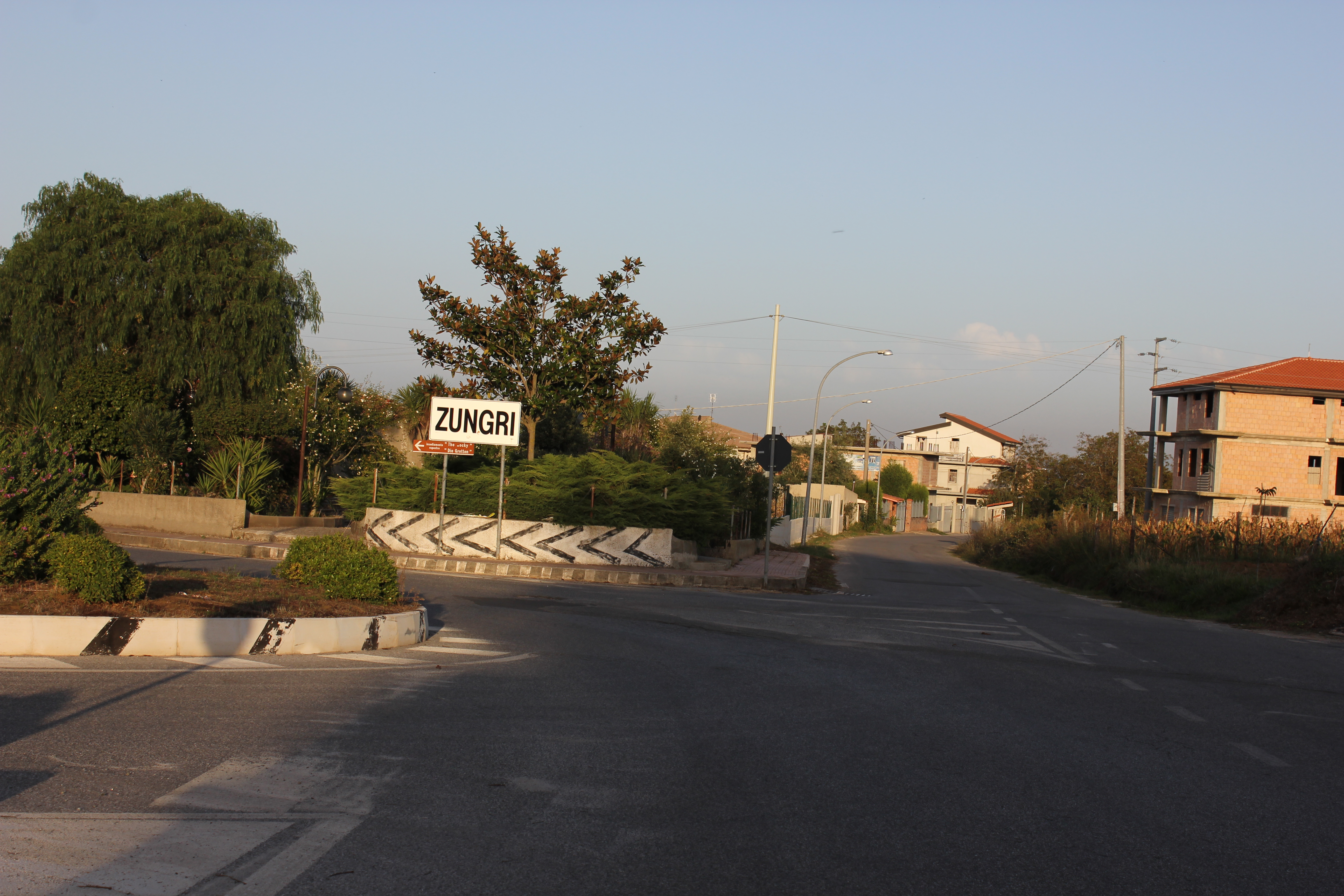
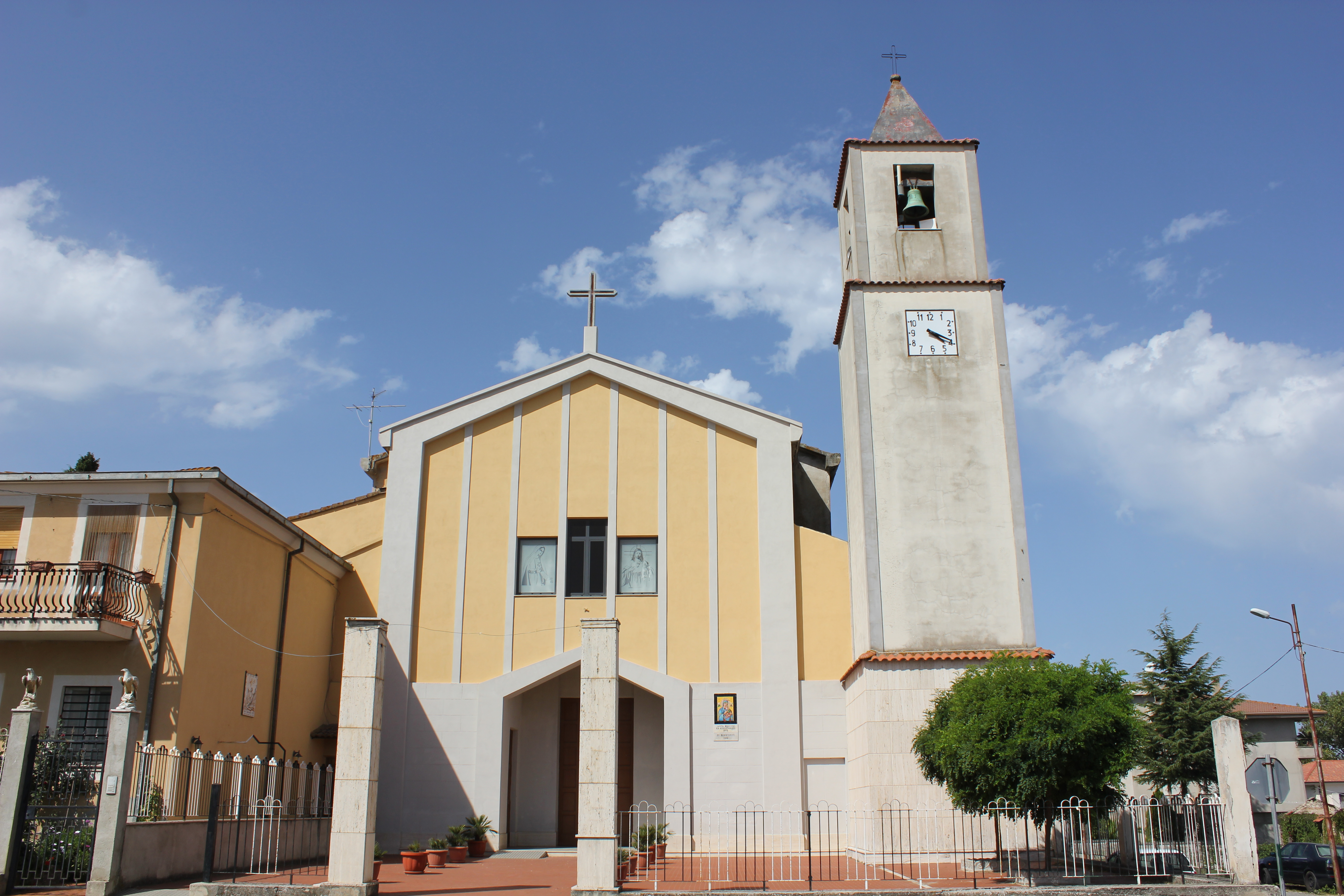
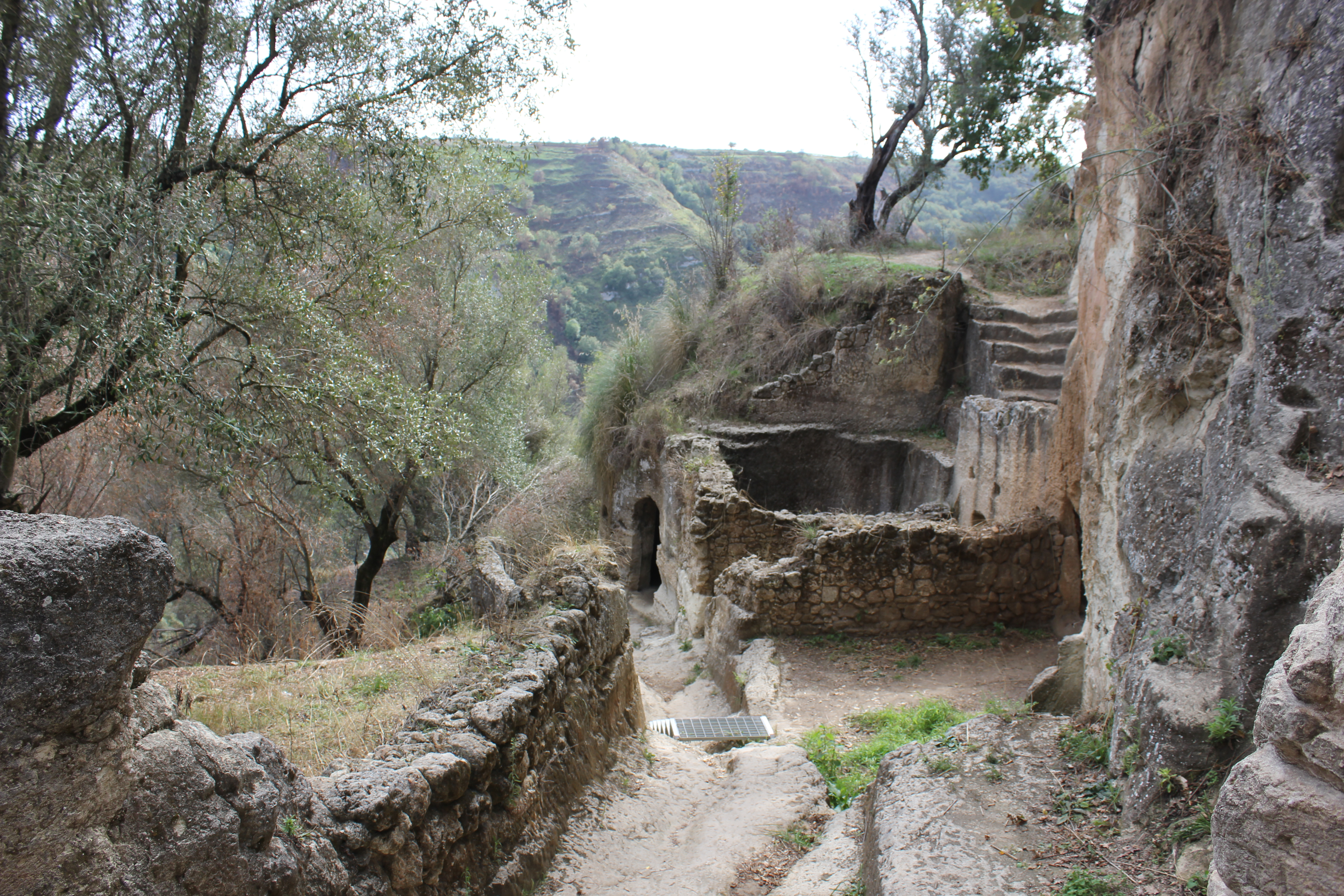

## Evolución demográfica
| Gráfica de evolución demográfica de Zungri entre 1861 y 2001 |
|                                                              |
| Fuente ISTAT - elaboración gráfica de Wikipedia              |